# Církvice (ort i Tjeckien, lat 49,95, long 15,34)
Církvice är en ort i Tjeckien.   Den ligger i regionen Mellersta Böhmen, i den centrala delen av landet, 70 km öster om huvudstaden Prag. Církvice ligger 214 meter över havet och antalet invånare är 1 136.
Terrängen runt Církvice är lite kuperad.Runt Církvice är det ganska glesbefolkat, med 31 invånare per kvadratkilometer. Närmaste större samhälle är Kutná Hora, 4,8 km väster om Církvice. Trakten runt Církvice består till största delen av jordbruksmark.